# Nikki Ziegelmeyer
Nikki Ziegelmeyer (Imperial, 24 settembre 1975) è un'ex pattinatrice di short track statunitense.

## Palmarès

### Olimpiadi
- Argento a Albertville 1992 nella staffetta 3000 metri.
- Bronzo a Lillehammer 1994 nella staffetta 3000 metri.